# Байкадам (Кызылординская область)
Байкадам (каз. Байқадам) — упразднённое село в Кызылординской области Казахстана. Находилось в подчинении городской администрации Кызылорды. Входило в состав Кызылжарминского сельского округа. Код КАТО — 431043400. Упразднено в 2018 г.

## Население
В 1999 году население села составляло 90 человек (45 мужчин и 45 женщин). По данным переписи 2009 года, в селе проживали 144 человека (75 мужчин и 69 женщин).